# توم برادلي (لاعب كرة قدم أمريكية)
توم برادلي (بالإنجليزية: Tom Bradley)‏ هو لاعب كرة قدم أمريكية أمريكي، ولد في 1956 في جونستاون في الولايات المتحدة.